# Мін Кьон Гап
Мін Кьон Гап (кор. 민경갑, 閔庚甲; нар. 27 серпня 1970) — південнокорейський борець греко-римського стилю, чемпіон Азії, чемпіон Азійських ігор, володар та бронзовий призер Кубків світу, бронзовий призер Олімпійських ігор.

## Життєпис
Боротьбою почав займатися з 1983 року.
Виступав за спортивний клуб Samsung Life Sports, Сеул. Тренер — Кім Йон Нам.

## Спортивні результати на міжнародних змаганнях

### Виступи на Олімпіадах
| Змагання                    | Збірна         | Вагова категорія                 | Місце  |
| --------------------------- | -------------- | -------------------------------- | ------ |
| Літні Олімпійські ігри 1992 | Південна Корея | греко-римська боротьба, до 52 кг | Бронза |

### Виступи на Чемпіонатах світу
| Змагання                        | Збірна         | Вагова категорія                 | Місце |
| ------------------------------- | -------------- | -------------------------------- | ----- |
| Чемпіонат світу з боротьби 1991 | Південна Корея | греко-римська боротьба, до 52 кг | 7     |
| Чемпіонат світу з боротьби 1995 | Південна Корея | греко-римська боротьба, до 52 кг | 9     |

### Виступи на Чемпіонатах Азії
| Змагання                       | Збірна         | Вагова категорія                 | Місце  |
| ------------------------------ | -------------- | -------------------------------- | ------ |
| Чемпіонат Азії з боротьби 1993 | Південна Корея | греко-римська боротьба, до 52 кг | Золото |
| Чемпіонат Азії з боротьби 1995 | Південна Корея | греко-римська боротьба, до 52 кг | 5      |

### Виступи на Азійських іграх
| Змагання           | Збірна         | Вагова категорія                 | Місце  |
| ------------------ | -------------- | -------------------------------- | ------ |
| Азійські ігри 1994 | Південна Корея | греко-римська боротьба, до 52 кг | Золото |

### Виступи на Кубках світу
| Змагання                    | Збірна         | Вагова категорія                 | Місце  |
| --------------------------- | -------------- | -------------------------------- | ------ |
| Кубок світу з боротьби 1991 | Південна Корея | греко-римська боротьба, до 52 кг | Бронза |
| Кубок світу з боротьби 1993 | Південна Корея | греко-римська боротьба, до 52 кг | Золото |

### Виступи на інших змаганнях
| Змагання                           | Збірна         | Вагова категорія                 | Місце  |
| ---------------------------------- | -------------- | -------------------------------- | ------ |
| Гран-прі Німеччини з боротьби 1989 | Південна Корея | греко-римська боротьба, до 48 кг | 4      |
| Турнір Акрополіса 1990             | Південна Корея | греко-римська боротьба, до 52 кг | Золото |

### Виступи на змаганнях молодших вікових груп
| Змагання                                     | Збірна         | Вагова категорія                 | Місце |
| -------------------------------------------- | -------------- | -------------------------------- | ----- |
| Чемпіонат світу з боротьби серед молоді 1987 | Південна Корея | греко-римська боротьба, до 48 кг | 4     |